# フレッド・ブラッシー
フレッド・ブラッシー（Fred Blassie、本名：Frederick Kenneth Blassman、1918年2月8日 - 2003年6月2日）は、アメリカ合衆国のプロレスラーおよびプロレスのマネージャー。ミズーリ州セントルイス出身。
反則の噛みつき攻撃を得意としていたことからヴァンパイア（Vampire）と呼ばれる一方、「粋な」「高級な」などを意味するクラッシー（Classy）をニックネームにもしていた。ハリウッド・ファッション・プレート（The Hollywood Fashion Plate）の異名も持ち、スポーツ・エンターテインメントのプロとして衣装や身だしなみなどのビジュアル面には非常に気を使っていたことでも知られ、後年のザ・ロックやクリス・ジェリコらが彼の影響を受けた。
日本では「銀髪鬼」「吸血鬼」「噛みつき魔」などと呼ばれ、力道山との試合などで黎明期の日本プロレス界に衝撃を与えた。親日家でもあり、後妻の三耶子（ミヤコ）夫人は1965年の来日時に出会った日本人で、1968年に結婚した。
決め台詞は自伝のタイトルにも使われた "Listen, You Pencil Neck Geeks!" （「よく聞け、このヘタレ野郎ども!」などの意味）。

## 来歴
ハイスクール時代はボクシングや野球をしていたが、精肉所で働きながらプロレスのトレーニングを積み、1935年に地元のミズーリ州セントルイスにてデビュー。その後も精肉所での仕事を続けながら中西部地区のリングに上がり、サーカスのカーニバル・レスリングにも出場するなどしてキャリアを積んだ。
1941年12月、アメリカ海軍に入隊し第二次世界大戦へ出征。戦後、水兵ギミックの "セーラー" フレッド・ブラッシー（"Sailor" Fred Blassie）としてプロレス界に復帰。1950年8月29日にはケンタッキー州ルイビルにて、ルー・テーズのNWA世界ヘビー級王座に挑戦した。
1952年、後の主戦場となるカリフォルニア州ロサンゼルスにてフレッド・マクダニエル（Fred McDaniels）と名乗り、同郷のビリー・マクダニエルとギミック上の兄弟コンビを結成。ルイビルではファミリーネームをブラッシーに戻し（ビリー・マクダニエルもビリー・ブラッシーと改名）、1953年からはビリーとの「ブラッシー・ブラザーズ」として南部のジョージア州アトランタに定着。ジェリー・グラハム&ドン・マッキンタイアなどのチームを破ってジョージア版のNWA世界タッグ王座を奪取する一方、シングルでもミスター・モトやブル・カリーを下してNWA南部ヘビー級王座を再三奪取した。
ジョージアではベビーフェイスのポジションで活動していたが、北部のセントルイス出身のため、南部のファンからはブーイングを浴びせられることもあり、ビリーとのコンビ解消後の1956年よりヒールに転向。影響を受けていたゴージャス・ジョージにあやかって赤毛の髪を金髪に染め、口汚いトラッシュ・トークと相手への噛みつき攻撃をトレードマークに、"ヴァンパイア" フレディ・ブラッシー（"Vampire" Freddie Blassie）として観客の憎悪を煽った。1957年3月26日には、テネシー州ナッシュビルにてNWA世界ジュニアヘビー級王座を獲得している。

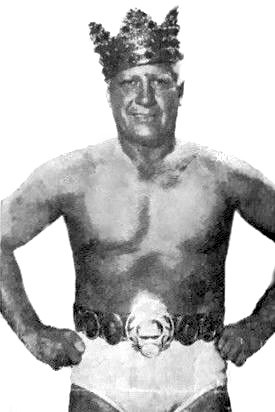
WWA世界王者時代（1962年）

1960年代に入ってロサンゼルスに再登場し、WWAの前身団体であるNAWAにおいて、1961年6月12日にエドワード・カーペンティアからNAWA世界ヘビー級王座を奪取。WWA設立後、タイトルは「WWA世界ヘビー級王座」と改称されたが、1962年3月28日、アメリカ遠征中の力道山に敗れ王座から陥落。日本に流出したタイトルを取り戻すべく、翌月に日本プロレスに初来日している（日本での活躍は後述）。この日本遠征では奪還に失敗したものの、1962年7月25日、ロサンゼルスで力道山を破りWWA王者に返り咲く。以後、ザ・デストロイヤー、ベアキャット・ライト、ディック・ザ・ブルーザーらを相手にタイトルを争い、1964年にかけて通算4回戴冠した。
1964年下期よりWWAを一時離れ、ビンス・マクマホン・シニアに呼ばれてWWWF（現：WWE）に参戦。ニューヨークのマディソン・スクエア・ガーデンでは、7月11日と8月1日の定期戦において、ブルーノ・サンマルチノのWWWF世界ヘビー級王座に連続挑戦した。1965年には再び南部マットに登場、NWAのフロリダ地区においてターザン・タイラーと組み、1月27日にエディ・グラハム&サム・スティムボートからフロリダ版のNWA世界タッグ王座を奪取している。

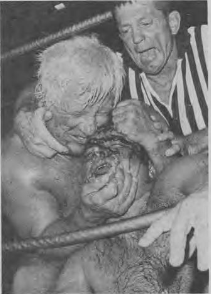
ジョン・トロスに噛みつくブラッシー（1971年）

1960年代後半よりロサンゼルスに戻り、WWAおよび後継団体のNWAハリウッド・レスリングで活動。1967年8月25日、マーク・ルーインを破ってアメリカス・ヘビー級王座を獲得。10月20日にはバディ・オースチンと組んでペドロ・モラレス&ビクター・リベラからWWA世界タッグ王座を奪取した。その後も1972年までロサンゼルスを主戦場に、WWA世界ヘビー級王座に代わるフラッグシップ・タイトルとなったNWAアメリカス・ヘビー級王座を巡り、ボボ・ブラジル、ザ・シーク、ジョン・トロス、ロッキー・ジョンソン、ミル・マスカラス、キンジ渋谷、キラー・コワルスキーらと抗争を展開した。1970年下期からはベビーフェイスに転向して爆発的な人気を獲得、抗争を繰り広げていたマスカラスともタッグを組み、1971年3月25日にベーカーズフィールドにて渋谷&マサ斎藤と対戦した。

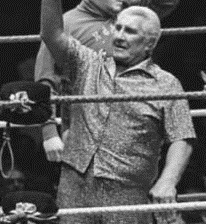
マネージャー転向後

ロサンゼルスでの活動と並行して、1970年代前半もヒールとしてWWWFへの参戦を続け、新王者のモラレスにも挑戦していたが、膝を負傷したこともあって1973年に現役をセミリタイア。1974年よりWWWFにてマネージャーに転向し、最初の担当選手としてニコライ・ボルコフをマネージメントした。以降、"クラッシー" フレディ・ブラッシー（"Classy" Freddie Blassie）と名乗って日本人レスラーを含む様々なヒールのマネージャーを務め（後述）、1983年12月にはアイアン・シークにボブ・バックランドからWWFヘビー級王座を奪取させた。
1984年よりビンス・マクマホン・ジュニアの新体制下で開始された全米侵攻サーキットにも同行していたが、1986年9月、健康上の問題でマネージャー業から引退、後任としてスリックがブラッシーの担当選手を引き継いだ。1994年にはレスラーおよびマネージャーとしての功績を称え、WWF殿堂に迎えられた。
2003年4月に自伝 "Listen, You Pencil Neck Geeks!" を上梓し、5月12日にWWEのRAWにゲスト出演したが、直後の5月24日に倒れ、6月2日にニューヨーク郊外の病院で死去。長い間心臓と腎臓に疾患を抱えており、これが悪化したことが死因とされている。
マクマホン・ジュニアが父親のマクマホン・シニアからWWEを買い取る際、提示された条件がブラッシーとジェームズ・ダッドリーの永久雇用であった。そのため彼は現場から退いた後も、生涯WWEのテレビ放送の在宅モニターを務めつつ、チャリティー担当役員となって障害児やホームレスなどの支援施設への慰問活動を行った。また、マクマホン・ジュニアもブラッシーが死去するまで「ファイトマネー」を支給し続けていた。

### 日本での活躍
1962年4月、日本プロレスの第4回ワールド大リーグ戦に初来日。前月にロサンゼルスにて力道山に奪われたWWA世界ヘビー級王座のリターンマッチとして、4月23日に東京都体育館にて力道山に挑戦したが奪還に失敗している。シリーズ中、4月27日の神戸大会にて行われた6人タッグマッチでは、グレート東郷を噛みつき攻撃で大流血に追い込み、そのシーンをテレビの生中継で観た11人の老人がショック死するという事件が起こり、当時の日本テレビのプロデューサーが国会に呼び出される事態となった。この来日時にはヤスリで前歯を研ぐパフォーマンスが注目を集めたが、実際に使われたのは女性の爪研ぎに用いられる目の細かい柔軟なヤスリであり、研いでいた歯も差し歯であったという。なお、ミスター高橋は「医学的な検証がなされていないことだけは確実」とショック死を否定している。後のインタビューでブラッシーは「たった11人か。俺は100人殺す予定だったんだ!」とヒールを貫いたが、内心ショック死事件に心を痛めていたブラッシーは、カメラの前を離れた後、そっと黙礼していた。
日本プロレスのワールド・リーグ戦には1965年と1968年にも出場しており、1965年の第7回大会では豊登と決勝を争った（この来日時、後に妻となるモロズミ・ミヤコと出会っている）。1968年の第10回大会では5月16日に大阪府立体育館にてターザン・タイラーと組み、BI砲が保持していたインターナショナル・タッグ王座に挑戦した。その後も1969年と1971年にも日本プロレスに参戦、1969年7月3日には蔵前国技館にてジャイアント馬場のインターナショナル・ヘビー級王座に、1971年5月31日には札幌中島スポーツセンターにてアントニオ猪木のユナイテッド・ナショナル・ヘビー級王座にそれぞれ挑戦している。
1972年10月には全日本プロレスの旗揚げシリーズに来日。10月21日の前夜祭では大熊元司に反則負けを喫し、翌22日の旗揚げ第1戦ではダッチ・サベージと組んで大熊&マシオ駒と対戦した。全日本プロレスには1973年10月の旗揚げ1周年シリーズにも参戦、日本プロレス崩壊後に移籍してきた大木金太郎とも対戦している。
1974年8月には新日本プロレスにニコライ・ボルコフのプレイング・マネージャーとして初登場。すでにセミリタイアの状態ながら試合にも出場し、猪木や坂口征二とのシングルマッチも行われた。1976年6月には、猪木との異種格闘技戦を行ったモハメド・アリのスペシャル・アドバイザーとして来日している。以降、1978年6月にピーター・メイビア、1979年4月にスタン・ハンセン、1980年5月と10月にハルク・ホーガン、1982年7月にアドリアン・アドニスなど、WWFでマネージャーを務めた選手に同行して新日本プロレスに度々登場した。1978年の来日時にはWWFで敵対関係にあったペドロ・モラレスとヘイスタック・カルホーンも同時参加していたが、本国ではベビーフェイスの彼らも、この時はブラッシーをマネージャーに付けてヒールを演じた。

## マネージャーとしてのブラッシー

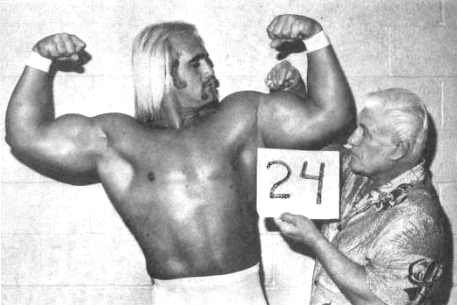
ハルク・ホーガンのマネージャー時代（1980年）

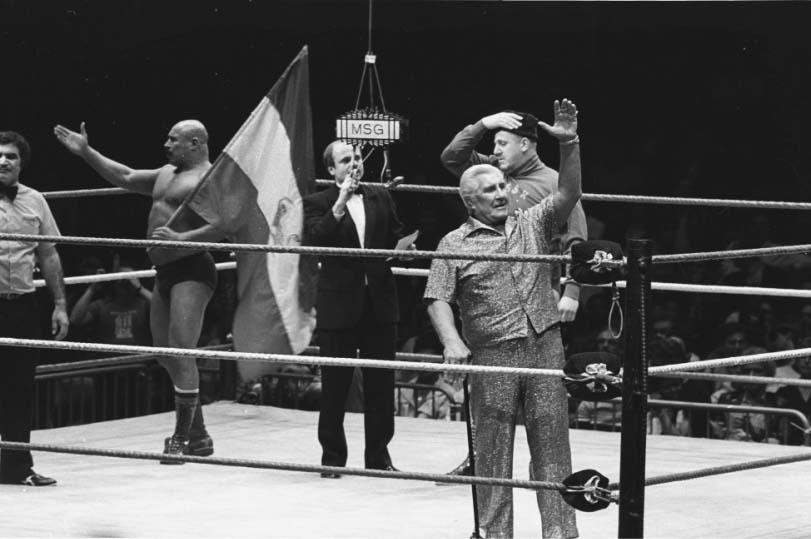
アイアン・シークとニコライ・ボルコフのマネージャー時代（1985年頃）

ロサンゼルス時代後期にザ・コンビクトのプレイング・マネージャーを経験していたブラッシーは、現役引退後はWWWFにおいて本格的にマネージャーに転向し、ヒールの司令塔となって活躍した。スタン・ハンセンやハルク・ホーガンも、リング上で自分をどう見せるべきか、ブラッシーのアドバイスを受けてトップスターへと導かれた。最初に担当したニコライ・ボルコフは、ソビエト連邦出身の共産主義者というギミックをWWWFから与えられたが、ユーゴスラビアからの亡命者であった彼は共産主義を嫌悪していた。しかし、ブラッシーから「お前が悪者の共産主義者を演じれば、観客も共産主義を嫌いになる」などと諭され、このギミックを受け入れたという。
1976年6月26日に行われたアントニオ猪木対モハメド・アリの異種格闘技戦では、ブラッシーはスペシャル・アドバイザーとしてアリ陣営に加わったが、ヒールのマネージャーとしての彼の役割を理解していなかった猪木側の人間からは、プロレス界を裏切ったなどと見当違いの反感を買った。もともとプロレスファンだったモハメド・アリは、ブラッシーとは1960年代にロサンゼルスで邂逅しており、幼い頃のお気に入りだったゴージャス・ジョージのフォロワーであるブラッシーのマイクパフォーマンスから、記者会見でのビッグマウスなど試合を盛り上げるための技法を学んでいた。

### 主な担当選手
- ニコライ・ボルコフ
- プロフェッサー・タナカ
- ミスター・フジ
- ストロング小林
- ワルドー・フォン・エリック
- スパイロス・アリオン
- ザ・ウルフマン
- ルイ・シル
- スタン・ハンセン
- スカンドル・アクバ
- クラッシャー・ブラックウェル
- トーア・カマタ
- バロン・フォン・ラシク
- ピーター・メイビア
- ビクター・リベラ
- アレン・コージ
- スウェード・ハンセン
- ジョージ・スティール

- ハルク・ホーガン
- ザ・ハングマン
- キラー・カーン
- ミスター・サイトー
- ジェシー・ベンチュラ
- アドリアン・アドニス
- ブラックジャック・マリガン
- レイ・スティーブンス
- ビッグ・ジョン・スタッド
- ポーリッシュ・プリンス
- タイガー・チャン・リー
- イワン・コロフ
- アイアン・シーク
- ディック・マードック
- カマラ
- ミッシング・リンク
- ハーキュリーズ

## 人物
- 大の親日家として知られる。2度の離婚の後、1965年、小倉駅にて当時19歳だった日本人のモロズミ・ミヤコ（三耶子）と出会い一目惚れし[35][48]、1968年にプロポーズしてカリフォルニア州サンタモニカにて結婚した[2]。日本テレビの『あの人は今!?』の取材に夫婦で出演し、自宅で三耶子夫人がブラッシーの散髪をする姿が放送されたこともある。三耶子夫人は最期までブラッシーと添い遂げ、死去から間もない2003年7月に開催されたWWE横浜アリーナ大会のパンフレットに手記を寄せている。
- 1978年に藤波辰巳がニューヨークでWWWFジュニアヘビー級王座を獲得した際、公私にわたり尽力した。ブラッシー死去の知らせを受けた藤波は「とても寂しい。自宅に招待され食事をご馳走になった。当時（ニューヨークでの王座獲得）があるから今の僕がある。とても感謝している」とコメントを寄せている。
- 引退後もヒールとしてのリップサービスを忘れておらず、力道山へのコメントを求められた際も「リキとは地獄で決着をつけなければならない」と答え、「力道山は天国に居ます」というインタビュアーの反論に対しても「奴は俺と同じ地獄行きだ」と切り返した。力道山に敗れた試合の映像が流れると「これは別のフィルムを勝手につなぎ合わせたインチキ映像だ。力道山は一度でも、この偉大なフレッド・ブラッシーに勝ったことはない」とアピールするなど、最期までプロの姿勢を持ち続けた[49]。
  - 力道山が刺殺された際ですらも「あのホラ吹き野郎は墓場にまで俺に勝ったなどという大ウソを持っていきやがった」と、あくまでファンの前でプロレスラーであり続けた[50]。
- 実母のアンナを試合会場に連れて行った際、息子の暴虐非道ぶりに彼女は大きなショックを受け、観客に悪態をつかないようブラッシーを促した。しかし、どんなに自分のギミックに母親が賛同できなくても、親子の関係は変わらないことをわかっていたブラッシーは、TVインタビューでのマイクパフォーマンスさながらに、ヒールに徹してアンナを痛烈に非難したという[51]。

- 過激なトラッシュトークや発言で知られるプロボクサーのモハメド・アリにトーク技術を仕込んだのはブラッシーである。ラジオで共演する機会がありブラッシーが自身のリングでのマイクパフォーマンスを教え、アリが実践したことに由来している。

## 得意技
- ネックブリーカー
- クロー・ホールド
- 噛みつき攻撃
- ステッキ攻撃（マネージャー転向後）

## 獲得タイトル

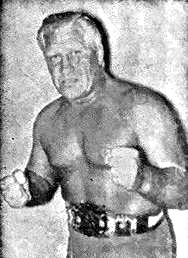

ナショナル・レスリング・アライアンス
- NWA世界ジュニアヘビー級王座 : 1回[14]
- NWA殿堂：2011年度[52]

ジョージア・チャンピオンシップ・レスリング
- NWAジョージア・ヘビー級王座 : 1回[53]
- NWA南部ヘビー級王座（ジョージア版） : 17回[10]
- NWA南部ジュニアヘビー級王座（ジョージア版） : 1回
- NWA世界タッグ王座（ジョージア版） : 2回（w / ビル・ブラッシー）[9]

NWAニューメキシコ
- NWAロッキー・マウンテン・タッグ王座：1回（w / マイク・デビアス）[54]

ノース・アメリカン・レスリング・アライアンス
- NAWA世界ヘビー級王座 : 1回[15]

ワールドワイド・レスリング・アソシエーツ
- WWA世界ヘビー級王座 : 4回[15]
- WWA世界タッグ王座 : 2回（w / ミスター・モト、バディ・オースチン）[20]
- WWAインターナショナルTVタッグ王座 : 1回（w / ミスター・モト）[55]
- WWA USタッグ王座 : 1回（w / ドン・レオ・ジョナサン）[56]

NWAハリウッド・レスリング
- NWAアメリカス・ヘビー級王座 : 4回[19]
- NWAアメリカス・タッグ王座 : 2回（w / クライベイビー・キャノン、ドン・カーソン）[57]

チャンピオンシップ・レスリング・フロム・フロリダ
- NWA南部ヘビー級王座（フロリダ版） : 2回[58]
- NWA世界タッグ王座（フロリダ版） : 1回（w / ターザン・タイラー）[18]

NWAミッドパシフィック・プロモーションズ
- NWA北米ヘビー級王座（ハワイ版） : 1回[59]

ワールド・レスリング・フェデレーション
- WWF殿堂 : 1994年度[26]